# Нонато
Густаво Нонато Сантана (на португалски: Gustavo Nonato Santana), по-познат просто като Нонато (на португалски: Nonato), е бразилски футболист, който играе на поста централен полузащитник. Състезател на Сантос.

## Кариера
Роден в Сао Пауло, Нонато прекарва юношеските си години в академията на Сао Каетано. Прави дебюта си за първия тим на 30 март 2016 г., при победата с 0:2 като гост на Монте Азул.

### Лудогорец
На 2 септември 2022 г. бразилецът е обявен за ново попълнение на Лудогорец. Дебютира на 11 септември при победата с 0:4 като гост на Ботев (Враца).

## Успехи
Сао Каетано
- Паулиста А2 (1): 2017

 Флуминенсе
- Шампионат Кариока (1): 2022

 Лудогорец
- Първа лига (1):  2022/23
- Купа на България (1): 2023